# Wolfsgitter

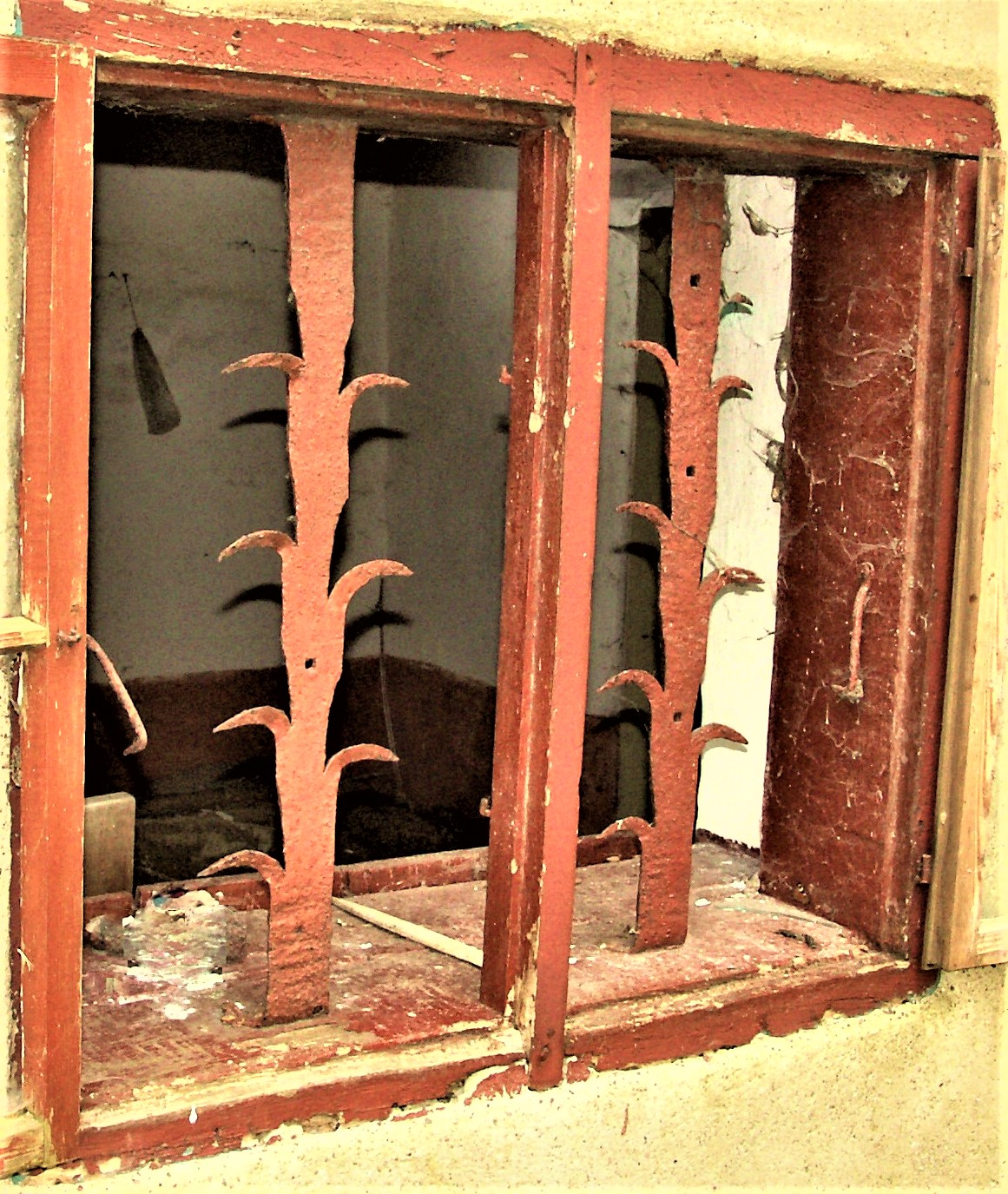
Wolfsgitter, eisernes Schutzgitter 17. Jh., Ursprung 15. Jh.

Ein Wolfsgitter ist ein schmiedeeisernes senkrecht eingemauertes Fenstergitter mit abgespreizten Spitzen.
Die Wolfsgitter wurden aus Bandeisen geschmiedet, dessen Länge der Höhe eines Fensterdurchbruches entsprach. Sie wurden fest zwischen der Fensterbrüstung und dem -sturz eingebaut. Die Schutzgitterart kamen schon im 15./16. Jahrhundert zum Einsatz. Das Wort Wolfsgitter bezieht sich auf eine besondere Form der Wolfsangel mit ihren Spitzen. Auch besondere Arten von Stangenwaffen, wie die Korseke mit abgebogenen Spitzen, nannte man Wolfseisen. Fenster von Vorratsräumen mit lebenswichtigen Dingen wurden mit Wolfsgittern gesichert. Beim Abriss alter Gebäude wurden die Gitter ausgebaut und u. a. in Bauten des 18. Jahrhunderts fanden sie ihre Wiederverwendung in den Fensteröffnungen besonderer Räume. Im großen Fotobeispiel sieht man die Herstellung des Wolfsgitters aus alten Eisenreifenbändern, die Nagellöcher verraten dies.

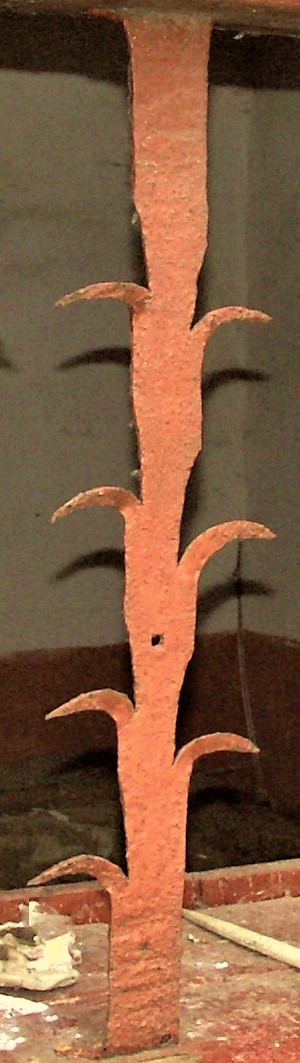
Wolfsgitter aus Cölpin
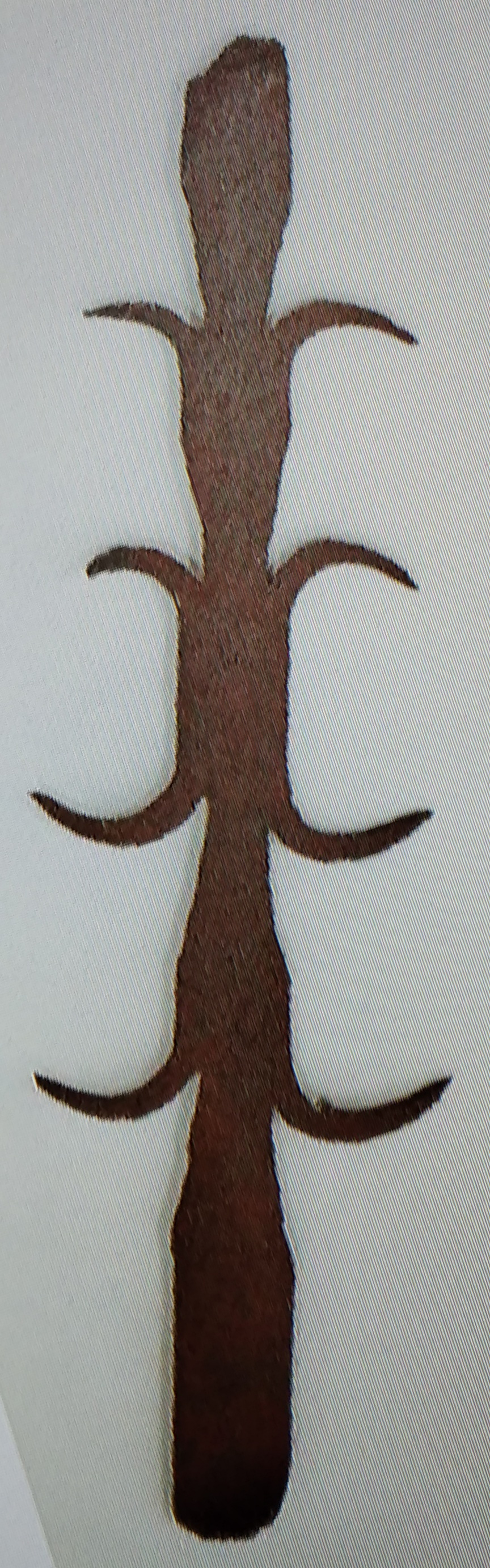
Wolfsgitter
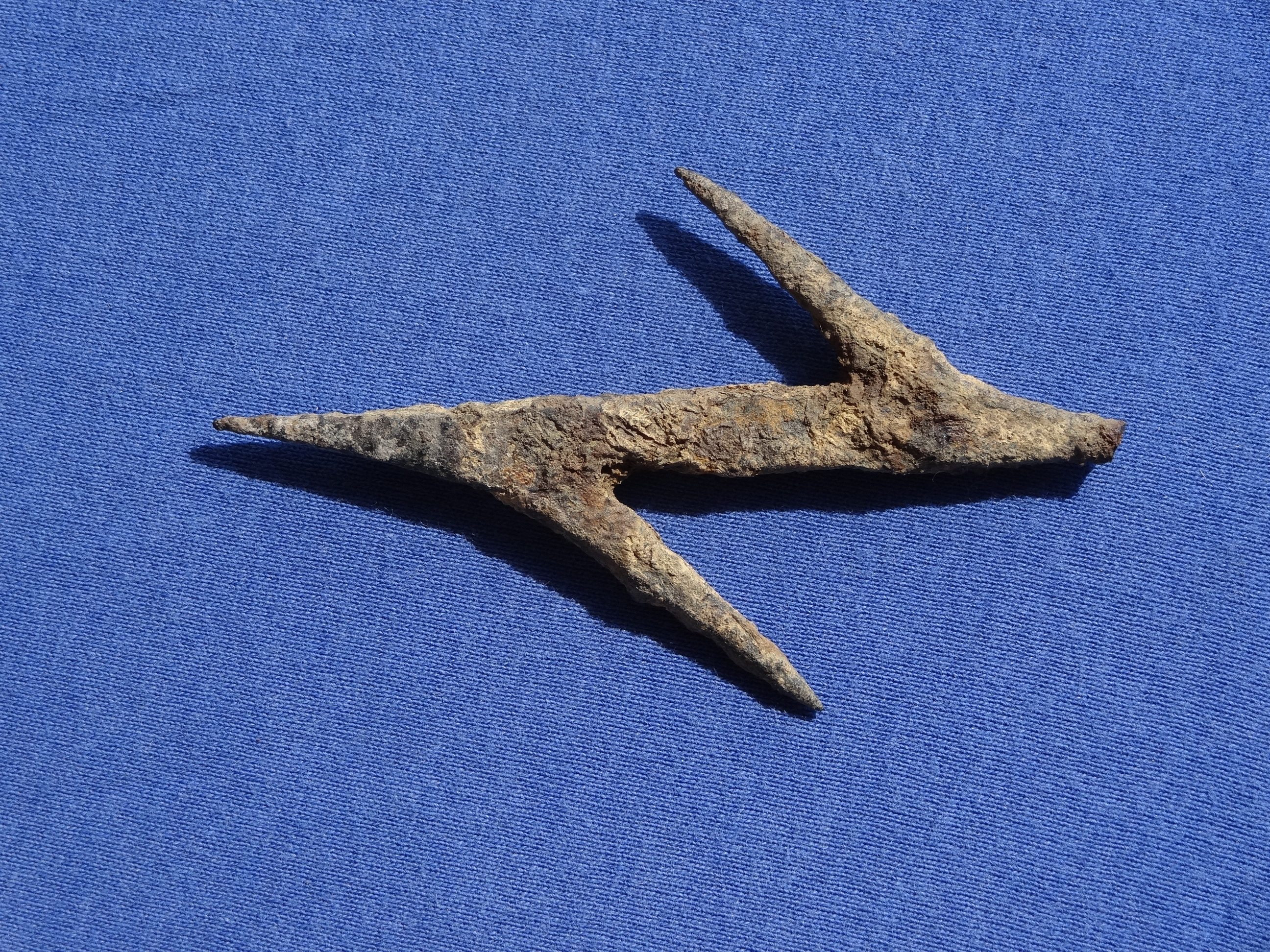
Wolfsangel